# Jeffrey Leiwakabessy
Jeffrey Leiwakabessy (Elst, 1981. február 23.) holland labdarúgó, aki jelenleg balhátvédként játszik. Jelenleg szabadúszó.